# Wahl zum Repräsentantenrat im Irak 2005

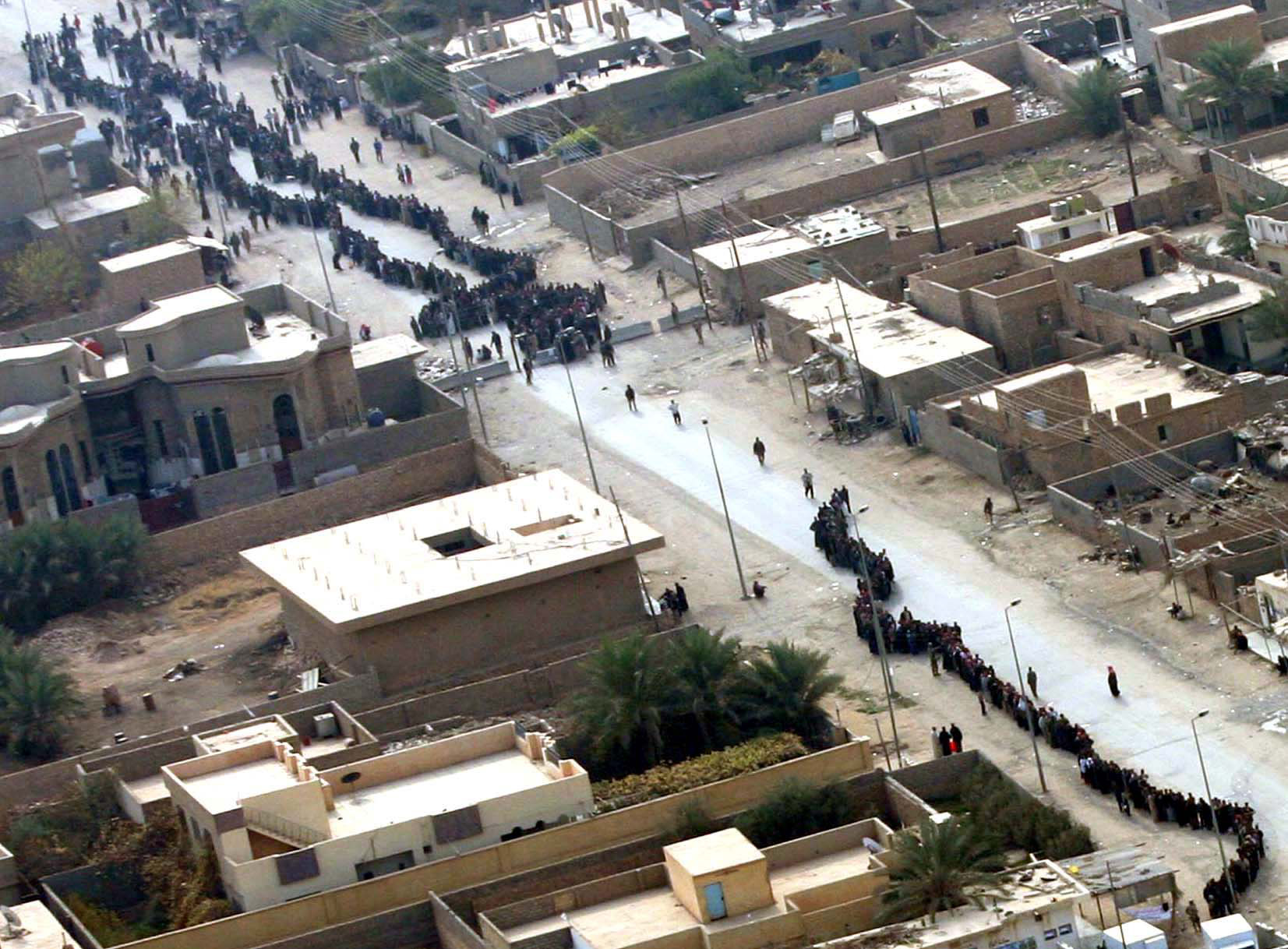
Iraker stehen Schlange, um in Husbayah ihre Stimme abzugeben

Die Wahl zum Repräsentantenrat im Irak vom Dezember 2005 war die erste Wahl im Irak nach der Annahme der irakischen Verfassung am 15. Oktober 2005.
Das Ergebnis der ersten Wahl für ein vierjähriges Parlament im Irak wurde aber erst nach mehreren Wochen am 19. Januar 2006 bekanntgegeben.

## Ergebnis
| Partei                                         | Stimmen | Stimmen     | Sitze |
| ---------------------------------------------- | ------- | ----------- | ----- |
| Vereinigte Irakische Allianz                   | 41,2 %  | 5,021 Mill. | 128   |
| Demokratische Patriotische Allianz Kurdistans  | 21,7 %  | 2,642 Mill. | 53    |
| Irakische Eintracht                            | 15,1 %  | 1,840 Mill. | 44    |
| Irakische Nationale Liste                      | 8,2 %   | 977.325     | 25    |
| Irakische Nationale Dialog Front               | 4,1 %   | 499.963     | 11    |
| Islamische Union Kurdistan                     | 1,3 %   | 157.688     | 5     |
| Aussöhnungs- und Befreiungsblock               | 1,1 %   | 129.847     | 3     |
| Risalyun                                       | 1,2 %   | 145.028     | 2     |
| Irakische Turkmenenfront                       | 0,7 %   | 87.993      | 1     |
| Nationale Rafidain-Liste (Assyrische Christen) | 0,4 %   | 47.263      | 1     |
| Mithal al-Alusi (Unabhängiger Kandidat)        | 0,3 %   | 32.245      | 1     |
| Jesidische Bewegung für Reform und Fortschritt | 0,2 %   | 21.908      | 1     |